# Ratones
Ratones é uma localidade e um distrito do município de Florianópolis, no estado brasileiro de Santa Catarina. Foi desmembrado do distrito de Santo Antônio de Lisboa pela Lei nº 620 de 21 de junho de 1934.
A sede do distrito tem o mesmo nome, e a sua área total é de cerca de 33,12 km², é caracterizado por ter áreas rurais, plantações de orgânicos, artesanato de renda e tapeçaria, moinho de farinha e alambique, além de ter duas trilhas que levam até a Costa da Lagoa, atravessando o morro. No local preserva-se as lendas de lobisomem e bruxas.
Situa-se no centro-norte da Ilha de Santa Catarina e deve seu nome aos animais que povoavam as encostas do rio Ratones, capivaras e preás (ratão-do-banhado). Muitas vezes é confundida com duas ilhas localizadas na baía norte, a oeste da localidade, que se parecem com dois ratos (em espanhol, ratones), as ilhas dos Ratones. Há também o rio Ratones, cujas nascentes estão na localidade. Próximo ao local existe a Estação Ecológica de Carijós.

## Tragédia
Nesta localidade localiza-se o Morro da Virgínia, onde em 12 de abril de 1980, o Boeing 727-100 da Transbrasil prefixo PT-TYS acidentou-se, deixando 55 mortos e 3 sobreviventes. Era o voo Transbrasil 303.

## Património edificado
- Fortaleza de Santo Antônio de Ratones